# Ctenochira pikonematis
Ctenochira pikonematis là một loài tò vò trong họ Ichneumonidae.